# رنيم الجداوي
رنيم الجداوي (مواليد 24 فبراير 1997)، لاعبة كرة سلة مصرية تلعب في مركز لاعب هجوم قوي الجسم في النادي الأهلي ومنتخب مصر.